# Голицына, Анна Александровна (1782)
Княгиня Анна Александровна Голицына (урождённая княжна Прозоровская; 28 декабря 1782 — 12 декабря 1863) — последняя представительница знатнейшего рода князей Прозоровских, жена князя Ф. С. Голицына; фрейлина двора (15.09.1801) и кавалерственная дама ордена Святой Екатерины (14.10.1821).

## Биография
Младшая дочь генерал-фельдмаршала князя Александра Александровича Прозоровского (1733—1809) от брака с княжной Анной Михайловной Волконской (1749—1824). Получила домашнее воспитание под руководством матери, ближайшей ко двору особы. В коронацию Александра I была назначена фрейлиной к императрице Марии Фёдоровне, чьи дочери были подругами её юности.
Унаследовав от бездетных дядей по матери, князей Волконских, огромное состояние, считалась завидной невестой. Так граф М. Ф. Каменский хотел женить на княжне своего сына Николая и в 1808 году советовал ему «повертеться около Прозоровской». «Девка добрая, случайна, знатной фамилии, одно дочь у отца, я давно на неё целю; и хлеб, и соль есть», — писал фельдмаршал. Однако, Анна Александровна предпочла другого.
14 февраля 1809 года она стала женой князя Фёдора Сергеевича Голицына (1781—1826) и принесла ему в приданое 14 000 душ. Семейная жизнь их была вполне счастливой. По словам императрицы Елизаветы Алексеевны, княгиня Анна любила своего мужа «почти безрассудным образом и очень заботилась о своей свекрови, при этом с матерью своей была крайне холодна». Супруги жили широко и открыто в собственном доме в Петербурге на Французской наб., 10. Князь Голицын, человек веселый и светский, любил роскошную жизнь. Каждый вечер у него собирался весь цвет тогдашнего общества.

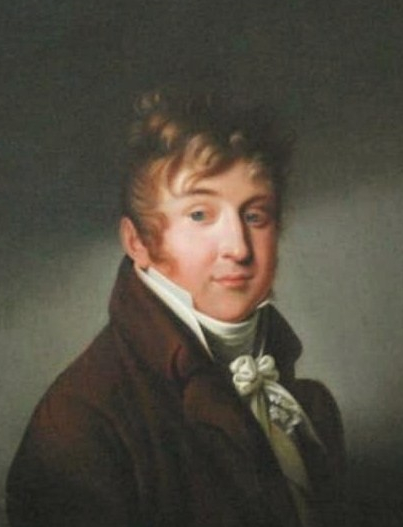
Князь Фёдор Сергеевич

Княгиня не любила светской жизни, предпочитая чтение серьезных книг и занятия с детьми, но в угоду мужу и в силу чувства долга, она принимала участие во всех собраниях. «В своей гостиной, — вспоминал Ф. Ф. Вигель, — она блистала умом, на софе, как на троне, председала она, там можно было довольствоваться от неё двумя-тремя словами, как от особы царской фамилии». «Она имела все свойства европейских аристократов прежнего времени: вместе с умом и добротой была холодна и надменна, и делалась любезна только с коротко знакомыми людьми». Характер у Голицыной был независимым и строгим. За свою «учтивость без малейшей улыбки» в обществе она была известна под именем «la Princesse Theodore», что не только означало, что она жена Фёдора, но и содержало намек на властолюбивую византийскую императрицу Феодору. Занимая видное положение в свете, в 1821 году она была пожалована в кавалерственные дамы ордена св. Екатерины (меньшого креста).
Летом Голицыны уезжали в саратовское имение Зубриловку, где Анна Александровна много занималась устроенным её свекровью институтом для дочерей местных дворян. Этот институт пользовался покровительством императрицы Марии Фёдоровны, и она имела в нём своих стипендиаток. Будучи «дамой с большим апломбом», в Зубриловке княгиня вела довольно уединенный образ жизни и «домашней весьма тесный круг, составленный из наемных иностранцев и иностранок», был её единственным обществом. В той же Зубриловке она провела безвыездно пять лет после смерти мужа в 1826 году. Князь ей оставил восемь миллионов долгу и, чтобы избежать грозящего разорения, Анна Александровна была вынуждена продать петербургский дом, дачу в Царском Селе, картинную галерею, бриллианты и даже закрыть институт в Зубриловке.
В имении княгиня Голицына занималась воспитанием детей, которых держала в строгой дисциплине, но предоставляла им свободу движений на воздухе. После пятилетнего пребывания в деревне она вернулась в Петербург, так как старшие сыновья её поступили на военную службу. По переезде в столицу строгий и простой уклад её жизни продолжался. Каждое утро в восемь часов утра в любую погоду она ходила гулять по набережной и пустым улицам Петербурга в сопровождении целой своры собак, которых очень любила, при которых состоял карлик Иван Васильевич. Когда в дни церковных служб княгиня являлась к обедни в дом к Т. Б. Потёмкиной, то до этого времени успевала обойти большую часть города. В своей семье она пользовалась огромным авторитетом и по воспоминаниям её внучки Е. А. Нарышкиной, 

была дамой крупного телосложения, аристократкой, независимой в своих взглядах и известной живыми, остроумными высказываниями по любому поводу. Она справедливо имела репутацию женщины большого ума, но не понимала и презирала всё, что было похоже на восторженность и всякое внешнее проявление какого бы то ни было чувства.

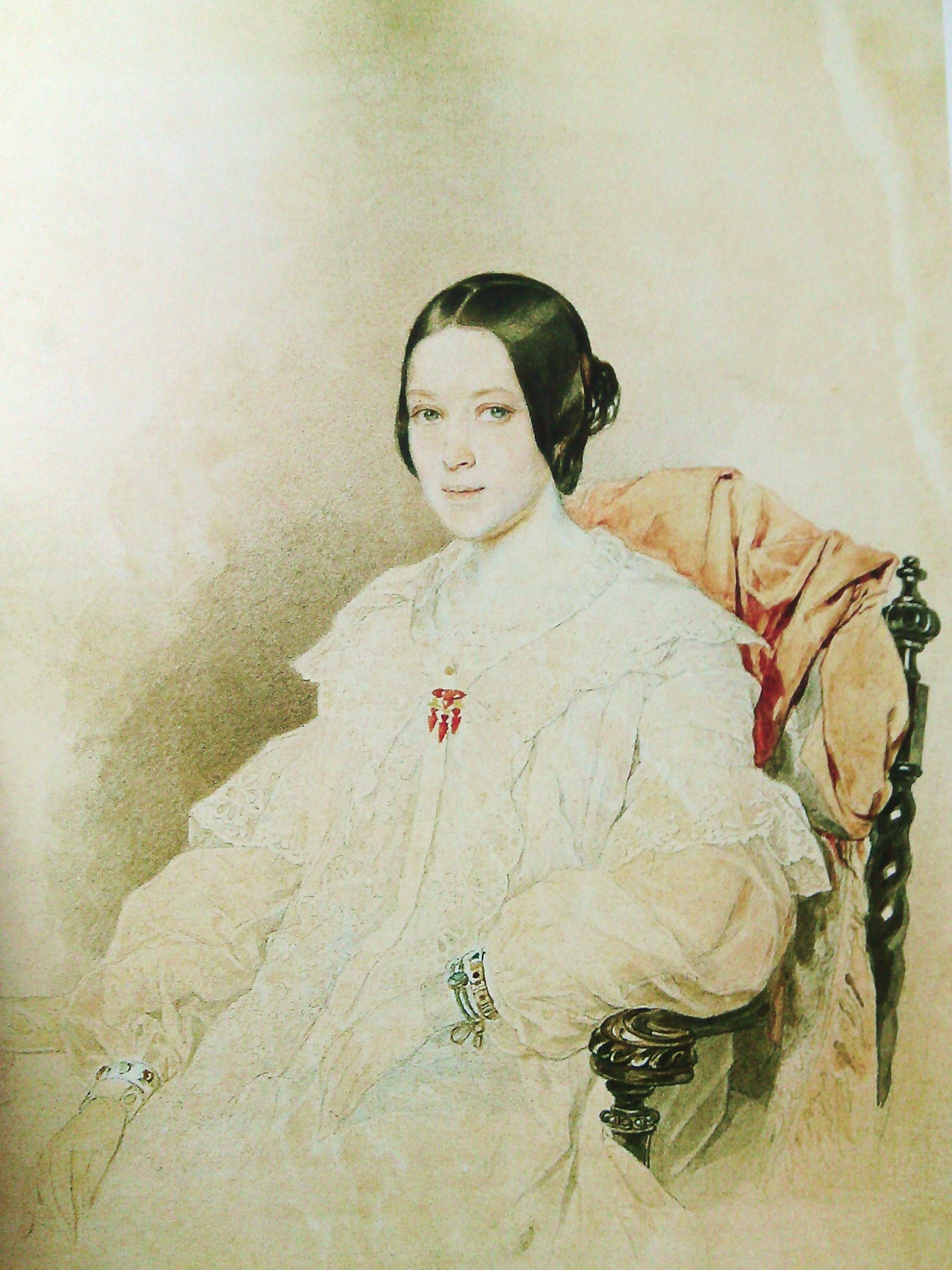
Княгиня Юлия Куракина

«Строгая и величественная, в чёрном бархатном платье, с золотым лорнетом в руках», такой запомнилась княгиня Голицына современникам, видевших её в петербургских гостиных. Последние годы жизни её были омрачены трагической гибелью двух сыновей, Сергея (убит на охоте в 1849) и Давида (утонул в реке Пронь в 1855). Незадолго до своей смерти она учредила в Зубриловке майорат и передала его старшему сыну Александру с нисходящим потомством. По её ходатайству в 1852 году ему было разрешено именоваться фамилией Голицын-Прозоровский.
Скончалась в Петербурге в декабре 1863 года, тело её было перевезено в Зубриловку и похоронено в родовом склепе усадьбы в церкви Спаса Преображения рядом с мужем. Королева Нидерландов узнав о её смерти, писала: «В юности я хорошо знала княгиню Голицыну, это была личность благородная как по рождению, так и по характеру».

## Семья
В браке имела шесть сыновей — Александра (1810—1899; Генерал-лейтенант); Сергея (1812—1849), Михаила (1813—1814), Давида (1816—1855), Константина (1819—1884) и Бориса (1821—1898), и троих дочерей — Таисию (1811—1812), Юлию (1814—1881; замужем за князем А. Б. Куракиным) и Александру (1817—1841; скончалась незамужней).